# Pultenaea obcordata
Pultenaea obcordata är en ärtväxtart som först beskrevs av Robert Brown, och fick sitt nu gällande namn av George Bentham. Pultenaea obcordata ingår i släktet Pultenaea och familjen ärtväxter. Inga underarter finns listade i Catalogue of Life.